# The Edge of Heaven
The Edge of Heaven ist ein Lied von Wham! aus dem Jahr 1986, das von George Michael geschrieben und produziert wurde. Es erschien je nach Land auf dem Album The Final beziehungsweise Music from the Edge of Heaven.  

## Geschichte
Aufgrund George Michaels Wunsch, sich als Solokünstler zu versuchen, gaben Wham! im Frühjahr 1986 ihre Trennung bekannt und gaben im Wembley-Stadion vor 72.000 Zuschauern ihr Abschiedskonzert. Sie brachten zudem auch die Alben The Final und Music from the Edge of Heaven heraus. Das Klavier bei The Edge of Heaven spielte Elton John. 
The Edge of Heaven (englisch für ‚Am Rande des Himmels‘) handelt von einer gefühlsmäßig frustrierenden Liebesbeziehung, die auch etwas Positives mit sich bringt.
Die Veröffentlichung fand im Juni 1986 statt.

## Musikvideo
Wie bei I’m Your Man besteht auch das in Schwarz-weiß gedrehte Musikvideo zu The Edge of Heaven aus einem Liveauftritt. Regie führte erneut Andy Morahan.

## Rezeption

### Charts und Chartplatzierungen
| ChartsChartplatzierungen       | Höchstplatzierung | Wochen |
| ------------------------------ | ----------------- | ------ |
| Deutschland (GfK)              | 4 (15 Wo.)        | 15     |
| Österreich (Ö3)                | 11 (12 Wo.)       | 12     |
| Schweiz (IFPI)                 | 4 (10 Wo.)        | 10     |
| Vereinigtes Königreich (OCC)   | 1 (12 Wo.)        | 12     |
| Vereinigte Staaten (Billboard) | 10 (13 Wo.)       | 13     |

| ChartsJahrescharts (1986) | Platzierung |
| ------------------------- | ----------- |
| Deutschland (GfK)         | 33          |
| Schweiz (IFPI)            | 26          |

### Auszeichnungen für Musikverkäufe
| Land/Region                  | Auszeichnungen für Musikverkäufe (Land/Region, Auszeichnung, Verkäufe) | Verkäufe |
| ---------------------------- | ---------------------------------------------------------------------- | -------- |
| Vereinigtes Königreich (BPI) | Silber                                                                 | 250.000  |
| Insgesamt                    | 1× Silber ·                                                            | 250.000  |

Hauptartikel: Wham!/Auszeichnungen für Musikverkäufe

## Coverversionen
- 1998: Doctor & the Medics
- 2000: Shakin’ Stevens